# الدستور السويدي لعام 1772

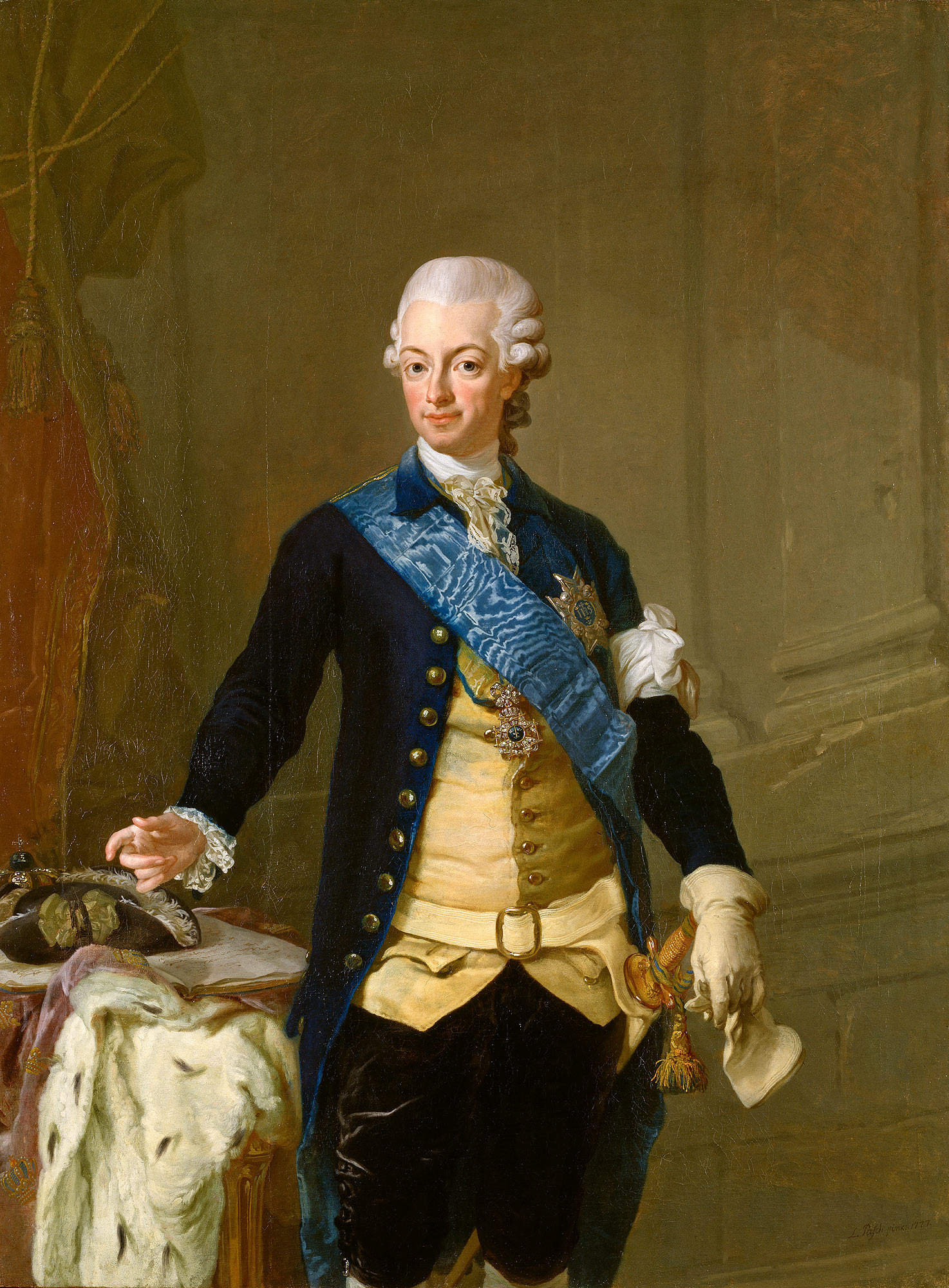

الدستور السويدي لعام 1772 (أول «أداة الحكم») دخل حيز التنفيذ من خلال انقلاب أبيض قام به الملك غوستاف الثالث، مؤسساً حكماً ملكياً مطلقاً قصير في السويد. هذا كان ردا على تصور الضرر الذي يحدثه على السويد قبل نصف قرن من نظام برلماني أثناء «عصر الحرية» بالبلاد. دستور 1772، رغم أنتقاده لسلطويته، والمعدلة في عام 1789 وهو لا يزال في اتجاه أكثر استبدادية، وكان ليبرالياً نسبيا مقارنة مع دساتير دول أوروبا المعاصرة (مع استثناء ملحوظ لدستور مايو البولندي).

## التاريخ والتأثيرات
استُمد دستور عام 1772 جزئيًا من أفكار التنوير السائدة كفكرة فصل السلطات التي صاغها مونتيسكيو، ولكنه استند أيضًا على التقاليد السابقة في السويد، وخاصة من عهد الملك غوستاف الثاني أدولف، وأُعيد إحياء مجلسين من مجالس مسؤولي المملكة العظماء القدامى. قدّر الملك غوستاف الثالث أيضًا أفكار التنوير الأخرى (كمستبد مستنير) وألغى التعذيب وحرر التجارة الزراعية وقلص استخدام عقوبة الإعدام وما شابه ذلك. في الحقيقة، أشاد فولتير لاحقًا بقانون حرية الصحافة لعام 1774، وهو جزء من القانون الدستوري الذي عدل عليه غوستاف الثالث إلى حد كبير. أُلغي قانون حرية الصحافة الأول لعام 1766 بموجب الدستور في عام 1772.
ومع ذلك، كانت حصيلة الدستور وصيغه الغامضة عمدًا، والتي تُعزى جزئيًا إلى كتابته على عجالة، نظامًا سياسيًا سلطويًا إلى حد ما رجحت كفته لصالح سلطة الملك. في عام 1789 عُدل على نحو أكثر استبدادًا من قِبل قانون الاتحاد والأمن.
اعتُمد دستور عام 1772 رسميًا من قِبل البرلمان (الريكسداغ) في 21 أغسطس 1772، غير أن ذلك حدث عندما كان أعضاء البرلمان والمجلس الخاص تحت تهديد الحامية الملكية بتكليف من الملك غوستاف الثالث والمتمركزة خارج قصر ستوكهولم، حيث عُقد البرلمان والمجلس الخاص في أجزاء مختلفة من القصر. قُبض على الأعضاء البارزين في حزب الطواقي الذين شاركوا في المجلس الخاص (وكذلك في البرلمان)، واحتُجزوا في قاعة المجلس الخاص وأُفرج عنهم بعد فترة وجيزة من إقرار الدستور.
حل دستور عام 1772 محل الدستور السويدي لعام 1720 والذي كان مشابهًا أساسًا لدستور عام 1719 واستُبدل به أداة الحكم لعام 1809 بعد الهزيمة في الحرب الفنلندية وإزاحة الملك غوستاف الرابع أدولف عن  العرش.

## التفاصيل
كان محتوى الدستور عمومًا كما يلي:
- يتولى الملك الخدمة المدنية وتُعقد البرلمانات بناءً على إرادة الملك فقط وذلك حين يتعين عليه رفع الضرائب وسن التشريعات (نُظمت التشريعات في المادتين 40 – 43). كان لا بد أيضًا من موافقة البرلمان على الحرب الهجومية (المادة 48) وكذلك على فرض ضرائب جديدة (المادتين 45 – 46).[5]
- يعمل قسم العدل في المجلس الخاص بمثابة محكمة عليا مستقلة إلى حد كبير (كان للملك صوتان في أحكام هذه المحكمة، كما كان الحال في جميع قرارات المجلس في عصر الحرية). ومع ذلك، لم يعمل المجلس الخاص كمؤسسة سياسية بقدر ما كان عليه في عصر الحرية، وفي هذه الأمور يمكن للملك تنحيته جانبًا والاستماع إلى مستشارين ومرشدين آخرين وهو ما فعله في كثير من الأحيان.
- كان على الملك الاستماع إلى مشورة المجلس الخاص في القضايا المتعلقة بمعاهدات السلام والهدنة والتحالفات مع القوى الأجنبية والزيارات (الرسمية على أرفع مستوى) إلى بلدان أخرى. في هذه الحالات، يمكن للمجلس أيضًا استخدام حق النقض ضد الملك، إذا اتفق كل أعضاء المجلس على هذا الرأي بالإجماع.